# Macrogena crassa
Macrogena crassa är en kvalsterart som beskrevs av Hammer 1967. Macrogena crassa ingår i släktet Macrogena och familjen Ceratozetidae. Inga underarter finns listade i Catalogue of Life.